# Morski Park Narodowy Baie Ternay
Baie Ternay Marine National Park – morski park narodowy utworzony 11 czerwca 1979. Jest najmniejszym parkiem morskim na Seszelach.
Park zlokalizowany w północno-zachodniej części wyspy Mahé, około 5 km na południowy zachód od popularnej miejscowości turystycznej Beau Vallon. Obszar chroniony wewnątrz zatoki rozciąga się od przylądka Pointe Matoopa do przylądka Anse Du Riz, a linia brzegowa ma około 2,5 km pomiędzy tymi punktami. Uznając wyjątkową różnorodność fauny, w 1979 roku rząd kraju utworzył na obszarze Baie Ternay morski park narodowy.